# Сьвінкув (Великопольське воєводство)
Сьвінкув (пол. Świnków, нім. Schwinkow) — село в Польщі, у гміні Кротошин Кротошинського повіту Великопольського воєводства.
Населення — 594 особи (2011).
У 1975-1998 роках село належало до Каліського воєводства.

## Демографія
Демографічна структура станом на 31 березня 2011 року:
|          | Загалом | Допрацездатний вік | Працездатний вік | Постпрацездатний вік |
| -------- | ------- | ------------------ | ---------------- | -------------------- |
| Чоловіки | 293     | 62                 | 200              | 31                   |
| Жінки    | 301     | 63                 | 176              | 62                   |
| Разом    | 594     | 125                | 376              | 93                   |